# Kvarteret Glaucus

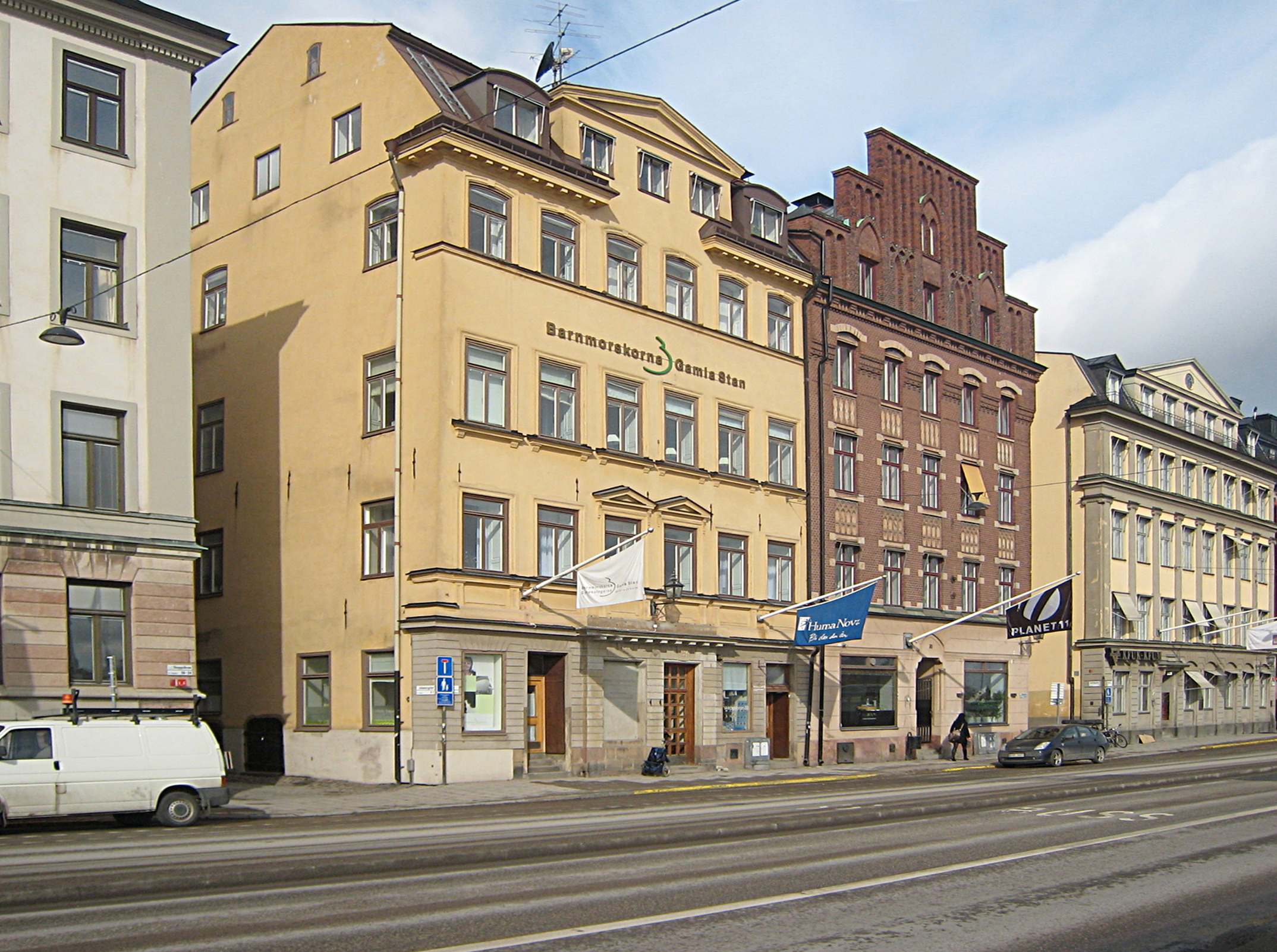
Kvarteret Glaucus front mot Skeppsbron med Hebbeska huset och Brandenburgska huset.

Kvarteret Glaucus är ett kvarter vid Skeppsbron, i Gamla stan i centrala Stockholm. Kvarteret innehåller resterna av S:t Johanneskyrkan, en klosterkyrka från 1500-talet som tillhörde Johanniterorden. Mot Skeppsbron finns två kulturhistoriskt värdefulla 1600-talsbyggnader,  Brandenburgska huset och Hebbeska huset.

## Etymologi
Den övervägande delen av kvarteren i Gamla stan har döpts efter begrepp (främst gudar)  ur den grekiska och romerska mytologin. Glaukos Pontios eller Glaucus Marinus var en havsgud i den grekiska mytologin.

## Läge

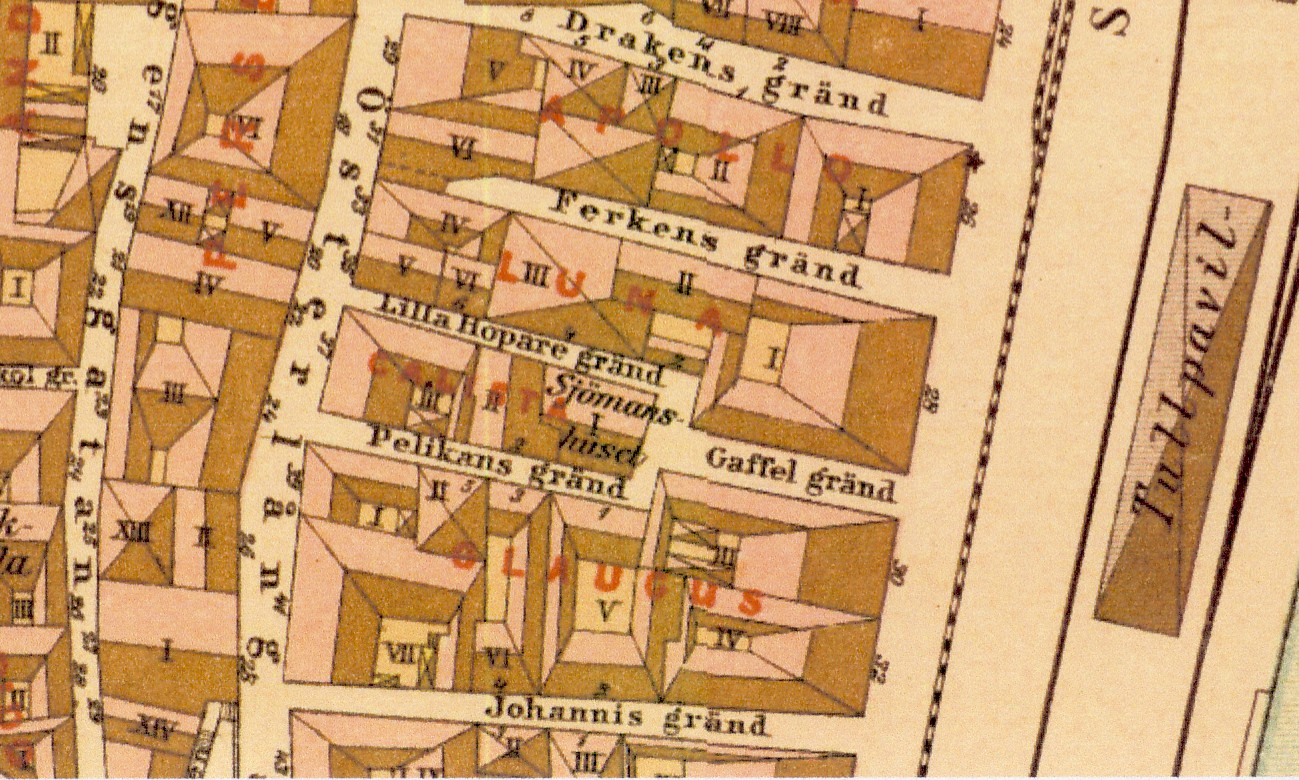
Kvarteret Glaucus läge i Gamla stan. Till höger Skeppsbron. Karta är från 1885, men gatunätet har inte ändrats däremot är de flesta gatunamnen särskrivna, exempelvis Gaffel gränd.

Kvarterets östra sida vetter mot Skeppsbron och den västra mot Österlånggatan. Mot norr avgränsas kvarteret av Gaffelgränd och Pelikansgränd och mot söder av Johannesgränd. Kvarterets norra sida är oregelbunden beroende på att kvarteret Callisto ligger insprängt mellan Glaucus och grannkvarteret i norr, Luna. Calista utgör fonden för Gaffelgränd som delar sig i gränderna Pelikansgränd och Lilla Hoparegränd som båda efter en kort sträcka ansluter till Österlånggatan.
Kvarteret bildades år 1729 och hade då 8 fastigheter (Östra 114, Östra 115, Östra 116, Östra 117, Östra 118, Östra 119, Östra 120 och Östra 121). På Lundgrens karta från 1885 redovisas 7 fastigheter, som anges med romerska siffror (Glaucus I-VII). Kvarteret har idag 5 fastigheter, Glaucus 3, 4, 5, 6 och 8.

## Tidig historia
Kvarteret Glaucus omgivningar började att bebyggas i slutet av 1200-talet och början av 1300-talet. Husen som byggdes var enkla och marken användes också som landningsplats för båtar. Äldre byggnadsrester har påträffats i flera av kvarterets fastigheter, bland annat 1968. Landhöjningen, i kombination med utfyllning av stränderna, försköt under 1300-talet strandlinjen och bebyggelse expanderade mot öster.
Den äldsta omnämnandet av bebyggelse i kvarteret är från 1420, då det stod två stenhus utmed Österlånggatan. Mellan husen gick en numera försvunnen gränd genom kvarteret. Vid vattnet fanns ett försvarstorn av trä, som revs omkring 1430. Senare under 1400-talet lät Sten Sture den äldre påbörja grundläggningsarbetet för en byggnad, troligen avsedd som magasin, i den sydvästra delen av kvarteret. Byggprojektet nämns i Stockholms tänkebok från 1492. Byggnadsverksamheten avstannade dock 1495 då området drabbades av en kraftig eldsvåda.
Några år efter branden bytte Sture tomten och den kom att tas över av Johanniterorden som anges som tomtens ägare i 1499 års tänkebok. Orden lät uppföra  S:t Johanniskyrkan som invigdes 1513 i närvaro av Biskop Mats från Strängnäs stift. Kyrkan revs efter reformationen och Gustav Vasa lät hyra ut tomten till hantverkare. Öster om kyrkan fanns en mindre kyrkogård, och det finns uppgifter om att Gustav Vasa skövlade kyrkogården för att få material till salpeterframställning.

## Fastigheter

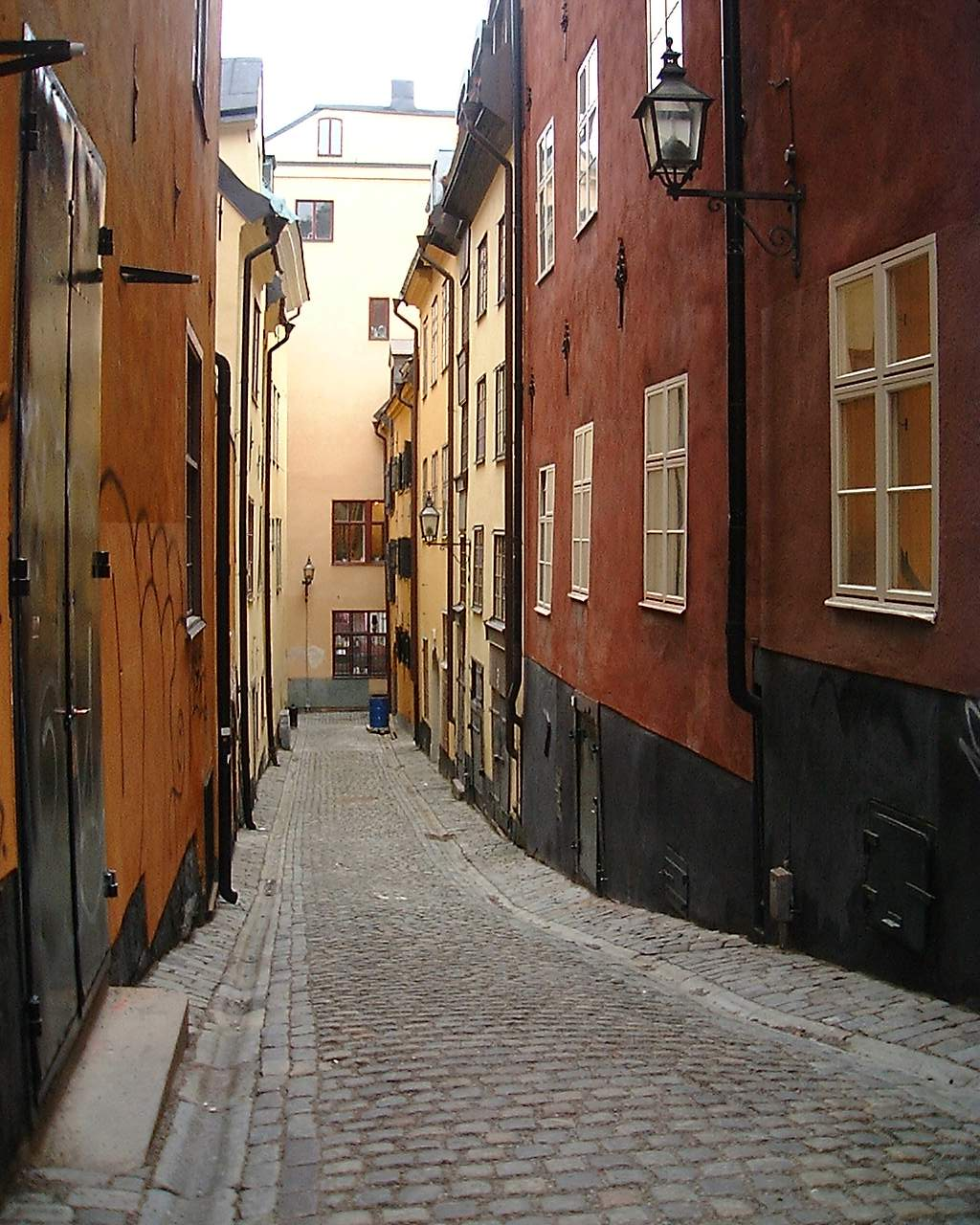
Pelikansgränd med kvarteret Glaucus till höger. Närmast kameran Glaucus 8. Därefter Glaucus 6 och 5. I grändens fond är baksidan av Glaucus 3.

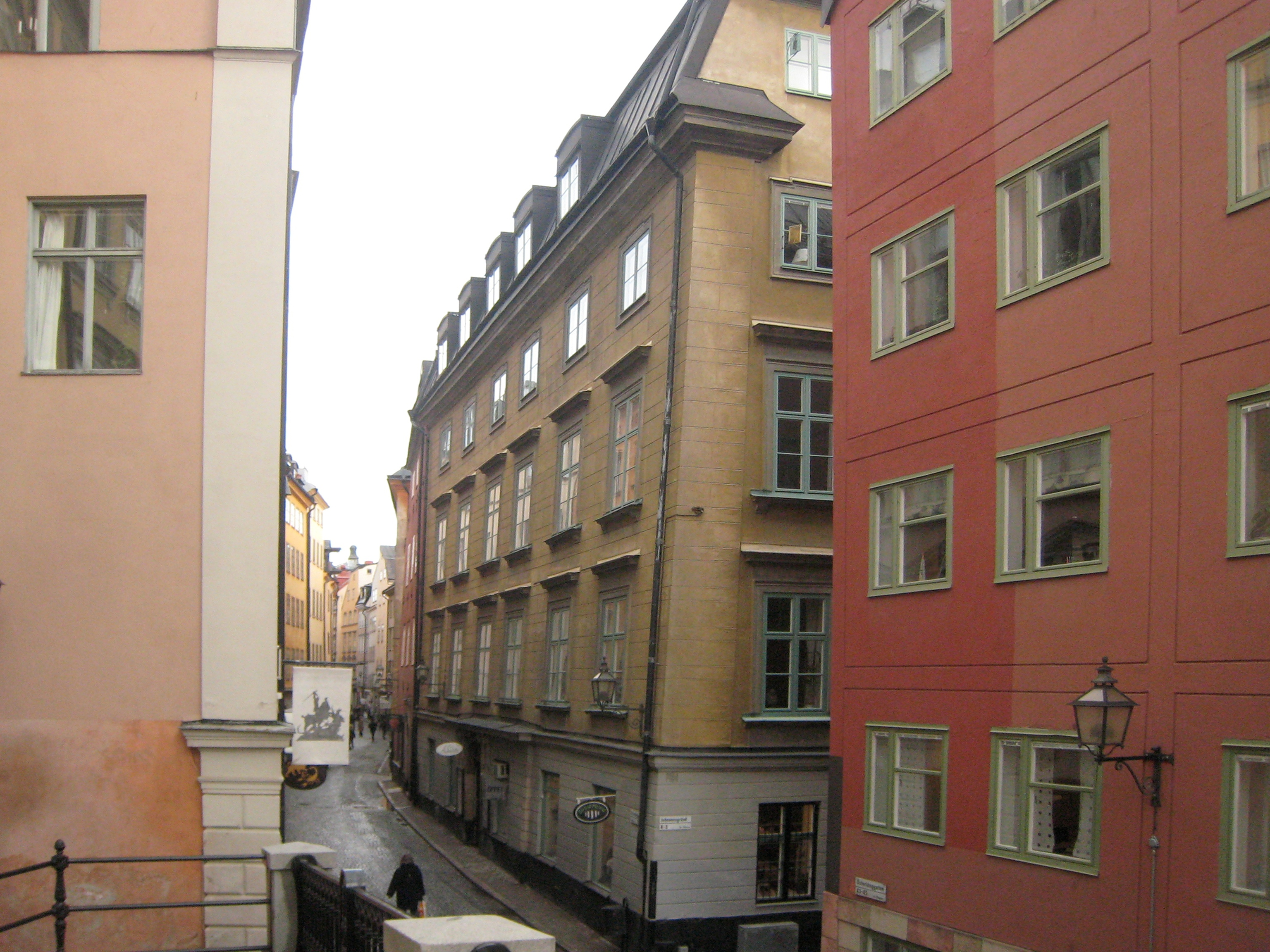
Glaucus 8 i korsningen Österlånggatan/Johannesgränd. Till vänster Baggensgatan 27.

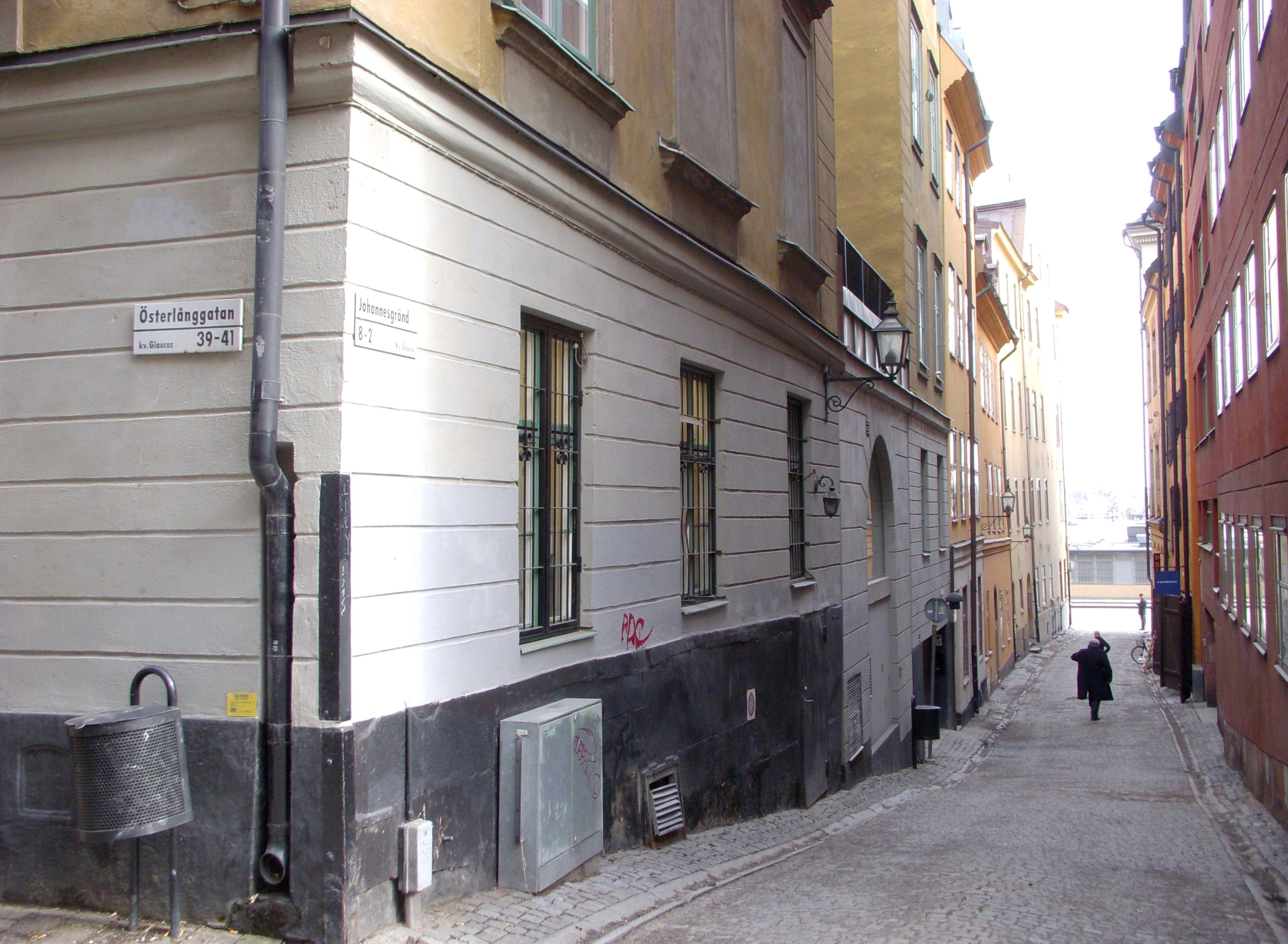
Fasader mot Johannesgränd, Glaucus 8, 6, 5 och 4.

Idag består kvarteret av 5 fastigheter. De olika fastigheterna är markerade med romerska siffror på kartan ovan med. Undantag är fastigheterna längs Österlånggatan som på kartan betecknas som I, II och VII, dessa utgör numera Glaucus 8.

### Glaucus 3
Fastigheten Glaucus 3 är idag känd som det Brandenburgska huset.  Byggnaden ligger i hörnet Skeppsbron/Gaffelgränd. Fastigheten fick sin nuvarande form under 1600-talets första hälft i samband med regleringen av Skeppsbron. Innan regleringen gick Pelikangränd ända ned till Skeppsbron. Dagens hus börjades byggas på 1640-talet, men tomerna började säljas redan 1629. I grunden finns murar som troligen är från ett aldrig slutfört byggprojekt på 1630-talet.
Ombyggnader av huset skedde 1760 och 1890. Dagens medeltidsinspirerande fasad med trappstegsgavlar tillkom vid ombyggnaden 1890.

### Glaucus 4
Glaucus 4 är idag känd som det Hebbeska huset. Byggnaden ligger i hörnet Skeppsbron/Johannesgränd och uppfördes på 1640-talet och tillbyggdes på 1700-talet. Byggnaden har fått sitt namn efter familjen Hebbe som länge bebodda och ägde det.

### Glaucus 5
Fastigheten Glaucus 5 består av två byggnader, ett bostadshus uppfört mot Johannesgränd och ett magasinshus uppfört mot Pelikansgränd. Boningshuset är sannolikt uppfört i mitten av 1600-talet och magasinsbyggnaden i slutet av seklet. Bägge byggnaderna är tre våningar höga, har ljusa putsade fasader och vilar på kvaderstensskockel. Bostadshuset, som numera används som kontor, bevarar en ursprunglig gårdsportal, stucktak från slutet av 1600-talet och snickerier från 1700-talet. Hela fastigheten är ett byggnadsminne.

### Glaucus 6
Glaucus 6 sträcker sig precis som Glaucus 5 genom kvarteret och har fasad mot både Pelikansgränd och Johannesgränd. Byggnaden är från 1600-talet. Vid arkeologiska undersökningar av fastigheten 1997-98 hittades rester av den pålning som utfördes 1492 på uppdrag av Sten Sture den äldre och senare kom att utnyttjas av Johanniterna vid kyrkobygget. Sannolikt var kyrkans nordöstra hörn belägen på tomten. På 1960-talet påträffades även taktegel på platsen som ansågs komma från kyrkan, och 1968 påträffades en kolonn av kalksten som kopplades samman med kyrkan.

### Glaucus 8
Glaucus 8 är en fastighet som består av tre olika hus som utgör kvarterets fasad mot Österlånggatan.
I hörnet Johannesgränd/Österlånggatan (på kartan markerad som VII) finns ett av kvarterets största hus.. Huset är hästskoformat med en underbyggd gård som vetter mot Johannesgränd. Byggnadens fasad tillkom vid en ombyggnad i slutet av 1700-talet. Byggnaden har en målad sockel, och bandrusticerad och slätputsad fasad. En naturstensportal omger entrén och det finns en butikslokal i bottenvåningen.
I hörnet mot Pelikansgränd (på kartan markerad som I) ligger ett äldre slätputsat hus med målad sockeln. Den nuvarande gammaldags fasaden är i huvudsak ett verk från 1967 då huset renoverades, även om portalen är äldre. I början av 1900-talet hade fastigheten en rusticerad fasad. I bottenvåningen finns en butikslokal.

## Kulturhistorisk klassning
Kvarteret, liksom Gamla stan i sin helhet, är klassat som riksintresse för kulturmiljövård och skyddat som kulturreservat i detaljplan.. Fastigheten Glaucus 5 har också status som byggnadsminne enligt kulturmiljölagens tredje kapitel.